# Манафов, Казим Абасович
Казим Абасович Манафов (2 марта 1927 года, Махачкала – 18 сентября 1999 года, Махачкала) — советский музыкальный деятель в области хореографии. Народный артист Дагестанской АССР (1958). Заслуженный работник культуры РСФСР (1975).

## Семья
Жена, Манафова, Галина Ивановна (1929-2005) — солистка Дагестанского Государственного ансамбля песни и танца Дагестана (1944-2014 гг.), народная артистка Дагестана.

## Творчество
Казим Абасович был солистом Государственного ансамбля песни и танца Дагестана.
Всю свою творческую жизнь он посвятил хореографическому искусству. Казим Абасович был балетмейстером, преподавателем и основоположником детской хореографии в Дагестане.